# Amazilia tobaci
Amazilia tobaci е вид птица от семейство Колиброви (Trochilidae).

## Разпространение
Видът е разпространен във Венецуела, Гренада, Тринидад и Тобаго и Френска Гвиана.